# La Esterella
La Esterella, geboren als Ester Mathilde Lambrechts (Antwerpen, 7 mei 1919 - aldaar, 11 april 2011), was een Belgisch zangeres. Ze was vooral bekend van haar klassieker Oh Lieve Vrouwe Toren. Kenmerkend was haar zware stem (ze was een contra-alt) waardoor ze ook weleens de Belgische Zarah Leander werd genoemd. La Esterella was de eerste echt Vlaamse zangeres die internationaal succes boekte.

## Biografie
Lambrechts werkte als naaister. Ze zong soms op feestjes en werd aldus opgemerkt door de dirigent Jacques Kluger. Maar ze weigerde in zijn orkest te zingen omdat ze hiervoor geen toestemming had van haar ouders. Ze deed in 1940 regelmatig mee aan zangwedstrijden waar ze, in de zaal Oud België in Antwerpen, werd ontdekt door haar latere echtgenoot en manager Charly Schleimovitz. Ze begon haar carrière als zangeres van populaire romantische en lichtklassieke songs in verscheidene talen. Haar stem kon toen drieënhalf octaven overspannen. Ze had onmiddellijk succes bij het publiek. Haar man deed niet alleen de zakelijke afspraken maar leerde haar het vak zodat ze een perfectioniste werd.
Tijdens de Tweede Wereldoorlog trad La Esterella noodgedwongen in Duitsland op waar ze "die Kanone" werd genoemd. Na de oorlog brak ze door in Europa en trad ze van 1948 tot 1954 gedurende zes maanden per jaar op in schouwburgen van Britse badplaatsen. In 1948 trad La Esterella reeds op in de televisiestudio van de BBC en was aldus de eerste Vlaamse zangeres op tv. Ze brak in 1948 ook door in andere Europese landen, zoals Frankrijk, Noorwegen en Tsjecho-Slowakije, waar ze telkens ook een liedje in de plaatselijke taal zong.
In 1953 kreeg ze een platencontract bij Philips Records. Vanaf dat moment begon ze op aangeven van de platenfirma in het Nederlands te zingen. In dat jaar brengt ze haar lied "Oh Lieve Vrouwe Toren" uit dat onmiddellijk een hit werd. Tot 1959 had ze talrijke hits. In dat jaar werd haar echtgenoot ziek en besloot ze haar zangcarrière op een laag pitje te zetten. Toen haar echtgenoot in 1962 overleed, stopte ze helemaal met zingen.
Ze ging aan het werk op kantoor als secretaresse en hertrouwde in 1970. In 1980 stierf haar tweede echtgenoot Victor Van Buel. Na haar pensionering in 1982 stemde ze enigszins verrassend toe aan radiopresentator Herwig Haes van 'Radio 2' om op te treden in zijn programma "De eerste dag". Ze zong er de song Ol' Man River. Ze kreeg zulke goede reacties hierop dat ze besloot om opnieuw te gaan optreden. Ze groeide in deze tweede carrière uit tot een gevierde volkszangeres. In 1988 verscheen haar laatste album "Liedjes die ik graag zong".
Tijdens haar carrière trad ze regelmatig op in tv-programma's (Klasgenoten, 20 jaar Gaston en Leo, Gaston 80) of tv-films (La Esterella, een diva; Steggerda speelt Steggerda). In 2003 had ze nog een kort optreden in de korte film A Piece of Cake.
Sporadisch heeft ze nog enkele nummers opgenomen, onder andere in 1995 met Coco Jr. en in 2000 nam ze met Alex Callier van Hooverphonic en Regi Penxten van Milk Inc. de soundtrack van de film Shades op.
In 2001 kreeg ze van Radio 2 de onderscheiding Voor een Leven Vol Muziek en werd ze bijgezet in de Eregalerij van het Vlaamse Lied. Ook haar lied Oh Lieve Vrouwe Toren werd in 2009 opgenomen in de Eregalerij. Zij was ook Officier in de Orde van Leopold II.
In 2004 presenteerde ze nog, samen met de eerste Antwerpse stadsdichter Tom Lanoye, het gedicht "De kathedraal antwoordt". Hoewel ze niet meer zo goed ter been was, trad La Esterella tot op hoge leeftijd op. Bij gelegenheid stond ze nog op grote podia en deed ze televisieoptredens. Zo zong ze op 5 januari 2007 samen met Paul Michiels een duet in de tv-galashow Gaston 80.
In 2008 kampte ze met gezondheidsproblemen en verbleef drie maanden in een ziekenhuis. Ze moest daarna noodgedwongen verhuizen naar een rusthuis, waar ook de hoogbejaarde actrice Yvonne Verbeeck verbleef.
Op 11 april 2011 overleed La Esterella in een ziekenhuis van haar geboortestad Antwerpen. Er werd op 16 april onder massale belangstelling afscheid van haar genomen in de kathedraal van Antwerpen. Daarna kreeg ze op 18 april haar laatste rustplaats op een ereperk van het Schoonselhof. In de Regattawijk in Antwerpen-Linkeroever is er een straat naar haar genoemd.

## Discografie
| Single met hitnotering(en) in de Vlaamse Ultratop 50 | Datum van verschijnen | Datum van binnenkomst | Hoogste positie | Aantal weken | Opmerkingen |
| ---------------------------------------------------- | --------------------- | --------------------- | --------------- | ------------ | ----------- |
| Arrividerci Roma                                     | 1956                  | 01-06-1956            | 7               | 20           |             |
| Het lied van Lima                                    | 1957                  | 01-01-1958            | 10              | 12           |             |

### Singles (onvolledig)
- Und wieder geht ein schöner Tag zu Ende (1942/43)
- Alleen door jou (1952)
- Oh! Lieve Vrouwe toren (1953)
- Voor een kusje van jou (1953)
- Het lied van mijn hart (1953)
- Eeuwig (1953)
- Dank (1953)
- Alle moeders (1954)
- In je hart (1954)
- Kom bij mij (1954)
- 't Is zo goed (1954)
- Ave Maria (1955)
- Goedenacht... tot morgen (1955)
- Zachtjes, zachtjes (1955)
- Mandolino (1955)
- Heden en verleden (1955)
- Weldra komt de dag (1955)
- Wieg mij en 'k zeg mama(1955)
- Zonneschijn voor iedereen (1955)
- Arrivederci Roma (1956)
- La luna (1956)
- Refrein (1956)
- Ga hand in hand (1956)
- Bij het open vuur (1956)
- Het lied van Lima (1957)
- Klimrozen bloeiden (1957)
- Verliefde ogen (1957)
- Steeds denk ik aan jou (1958)
- Maria's kind (1958)
- Rozen vallen uit de hemel (1959)
- Liefdesvreugd, liefdesleed (1959)
- Het liedje zonder woorden (1959)
- De dag dat ons kindje komt (1959)
- Mexicaans liefdeslied (1959)
- Zeg de waarheid (1960)
- Vieni, vieni, qui (1960)
- Carnaval in Madrid (1962)
- Heimwee (1984)
- Do you know what it means (1999)

### Albums
- De gouden stem van La Esterella (1, 2 en 3) (1969, 1970 en 1971)
- Het beste van La Esterella (1974)
- Liedjes die ik steeds graag zong (1988)
- De levende legende (1989)
- Het beste van La Esterella (1997)
- Oh Lieve Vrouwe toren (2002)
- Goud van hier (2010)
- Liedjes die ik steeds graag zong (2011)

## Trivia
In Antwerpen werd, in de nieuwbouwwijk Regatta, een straat naar haar vernoemd: de La Esterellastraat.